# Stuart Davis
Stuart Davis (ur. 7 grudnia 1892 w Filadelfii, zm. 24 czerwca 1964 w Nowym Jorku) – amerykański malarz i grafik modernistyczny, najbardziej znany ze swych studiów życia codziennego Ameryki, przedstawianych w jaskrawych barwach. Zasłynął z adaptacji języka muzyki jazzowej do nowoczesnego malarstwa.

## Życiorys

### Młodość i edukacja
Stuart Davis był synem Edwarda Wyatta Davisa i rzeźbiarki Helen Stuart Davis. Oboje rodzice studiowali w Pennsylvania Academy of the Fine Arts. Matka wystawiała swoje prace w Filadelfii i Nowym Jorku. Ojciec był szefem działu artystycznego Philadelphia Press, w którym jako ilustratorów zatrudniał swoich przyjaciół: Johna Frencha Sloana, Williama Glackensa, George’a Luksa i Everetta Shinna. W 1901 rodzina Davisów przeprowadziła się do East Orange w New Jersey. W 1909 Davis porzucił szkołę średnią i przez następne trzy lata studiował w nowojorskiej szkole artystycznej Roberta Henriego (założyciela ugrupowania The Eight). Chociaż malował w stylu realistycznym, odrzucił akademicki idealizm, nakłaniając swoich uczniów do obserwacji i sporządzania studiów życia miejskiego takiego, jakie obserwowali na ulicach, w salach koncertowych, tawernach i innych miejscach. Uznanie Davisa dla sztuki współczesnej i abstrakcyjnej wywodzi się właśnie z jego zainteresowania twórczością przyszłych członków Ashcan School.

### Adaptacja zdobyczy modernizmu
W 1913 Davis pokazał pięć akwarel na międzynarodowej wystawie sztuki nowoczesnej Armory Show, która wzbudziła jego zainteresowanie sztuką modernizmu. Na wystawie dominowali artyści francuscy, których sztuka wywarła najbardziej widoczny wpływ na sztukę amerykańską. Dzięki pracom takich artystów, jak: Henri Matisse, Georges Braque, Marcel Duchamp i Pablo Picasso obszernie został zaprezentowany fowizm i kubizm. Davis mógł zobaczyć, jak awangardowi artyści europejscy, na przykład Henri Matisse i Paul Gauguin, realizowali swoje nowatorskie pomysły odnośnie do nowoczesnych form. Stosowali kolory, które nie miały związku z rzeczywistością. Davis zapoznał się z kubizmem, który poddawał formie fragmentacji, spłaszczał przestrzeń, używał słów wziętych z nagłówków gazet, czy etykiet produktów jako elementów kompozycyjnych w obrazach. W kolejnych latach Davis podjął wysiłki, aby przyswoić sobie zdobycze modernizmu, które miał okazję poznać na Armory Show, zwłaszcza takie, jak: kolor, forma, czy traktowanie powierzchni i kompozycji dzieła. Miał świadomość, że doświadczenia, jakie wyniósł z okresu współpracy z Robertem Henrim są już niewystarczające.

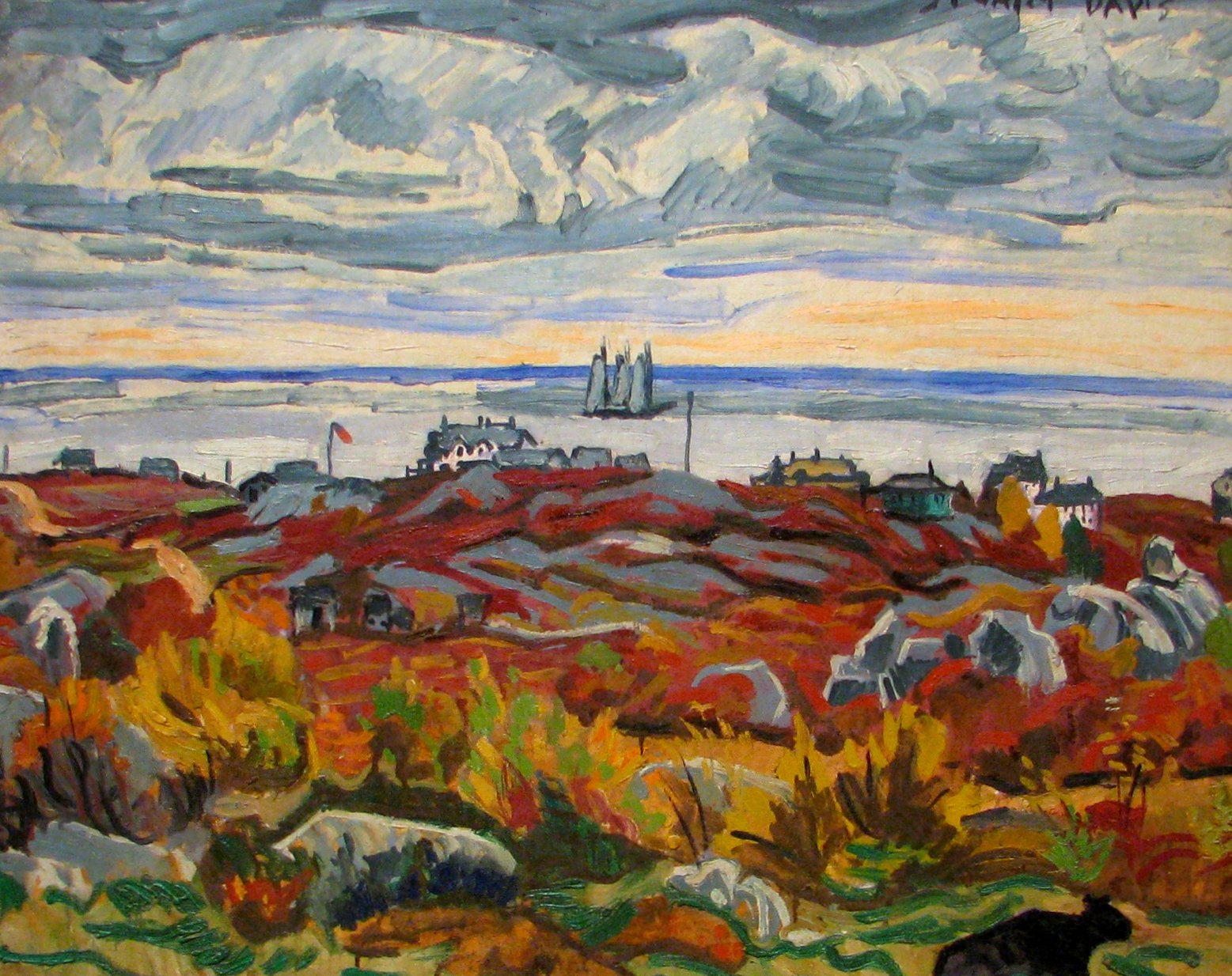
Pejzaż Gloucester, 1919, Huntington Library

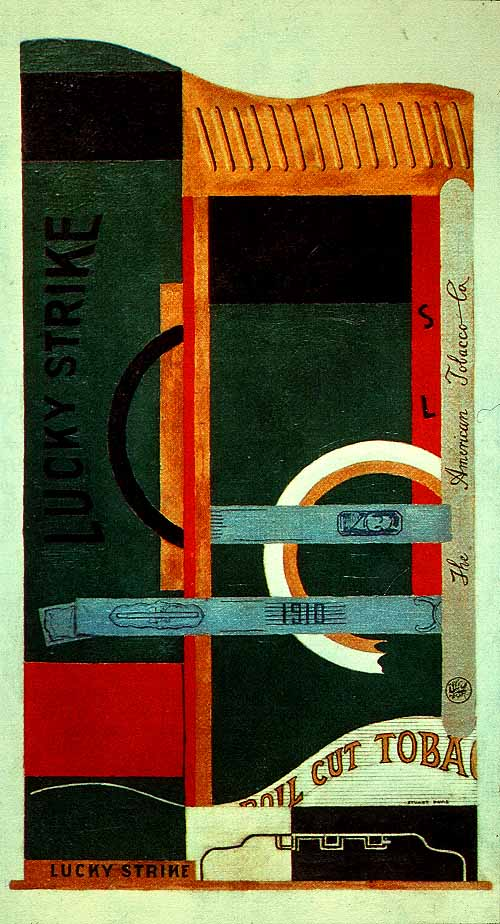
Lucky Strike, 1921, Museum of Modern Art

W latach 1911–1916 Davis pracował jako ilustrator i rysownik w czasopiśmie The Masses, kontynuując swoje eksperymenty z różnymi stylami, w tym z postimpresjonizmem, fowizmem i kubizmem. Liczne jego obrazy z lat 1916–1919, takie jak Gloucester Street (1916; Museum of Fine Arts w Bostonie), Garaż (1917, Collection of Earl Davis) czy Stacja benzynowa (1917, Hirshhorn Museum and Sculpture Garden) cechowała śmiała kolorystyka i płynne, energiczne ruchy pędzla. Po dwóch sezonach letnich spędzonych w Provincetown w stanie Massachusetts Davis zainteresował się wybrzeżami Nowej Anglii, stając się do 1934 regularnym bywalcem w Gloucester w sezonach letnich. Inspirowany obrazami Cézanne’a, Gauguina, Matisse’a i van Gogha, malował barwne pejzaże oraz sceny portowe. W 1921 zrealizował kilka najbardziej abstrakcyjnych dzieł w swojej karierze, w tym obrazy mające za temat opakowania do papierosów, etykiety, żarówki, butelki do płynu do płukania ust, solniczki i trzepaczki do jajek, wszystkie inspirowane dadaizmem. Ich przykładem ich jest obraz Lucky Strike (1921, Museum of Modern Art) ukazujący precyzyjnie namalowaną paczkę papierosów w stylu kolażu kubistycznego, z zachodzącymi na siebie kolorami, ciemnymi na tle jasnych, z formami pionowymi i poziomymi. W 1922 Davis został członkiem Modern Artists of America. Jako uznany, nowoczesny artysta, dostał się do kręgów nowojorskiej awangardy. Z biegiem lat zaprzyjaźnił się z takimi malarzami abstrakcyjnymi, jak: Charles Demuth, Arshile Gorky, John D. Graham oraz z poetą Williamem Carlosem Williamsem.
W 1927 i 1928 pracował nad znaną serią Eggbeater Series (Trzepaczka do jajek), osobistą eksploracją kubistycznej formy i przestrzeni, w której wykorzystał takie przedmioty jak: trzepaczka do jajek, elektryczny wentylator i gumowe rękawice. Seria ta jawi się jako rodzaj katharsis, poprzez które próbował pozbyć się ostatnich śladów iluzjonizmu w swej twórczości. Wspomniane rekwizyty, stanowiące elementy martwej natury malował wielokrotnie, aż przestały istnieć w jego oczach i umyśle, z wyjątkiem związków pomiędzy kolorem, linią i kształtem. W tych i niektórych innych dziełach z tego samego okresu osiągnął pewien stopień uproszczonej abstrakcji przekraczającej to wszystko, co zamierzał stworzyć przez następne dziesięć lat. Ustanowił także w swoich obrazach pewne motywy aranżacyjne, które rozwinął później w innych dziełach.

### Wyjazd do Paryża
Po udanym debiucie w Valentine Gallery jego sponsorka, Gertrude Vanderbilt Whitney zachęciła go do wyjazdu do Paryża. Korzystając z jej finansowego wsparcia, wyjechał tam razem ze swoją przyjaciółką, Bessie Chosak. W Paryżu założył pracownię w dzielnicy Montparnasse. Podczas czternastomiesięcznego pobytu malował uliczne krajobrazy, używając olśniewających barw i typowo francuskich detali, takich jak: balustrady, okiennice, mansardy czy kawiarnie. W 1929 ożenił się z Bessie Chosak.

### Powrót do Stanów Zjednoczonych

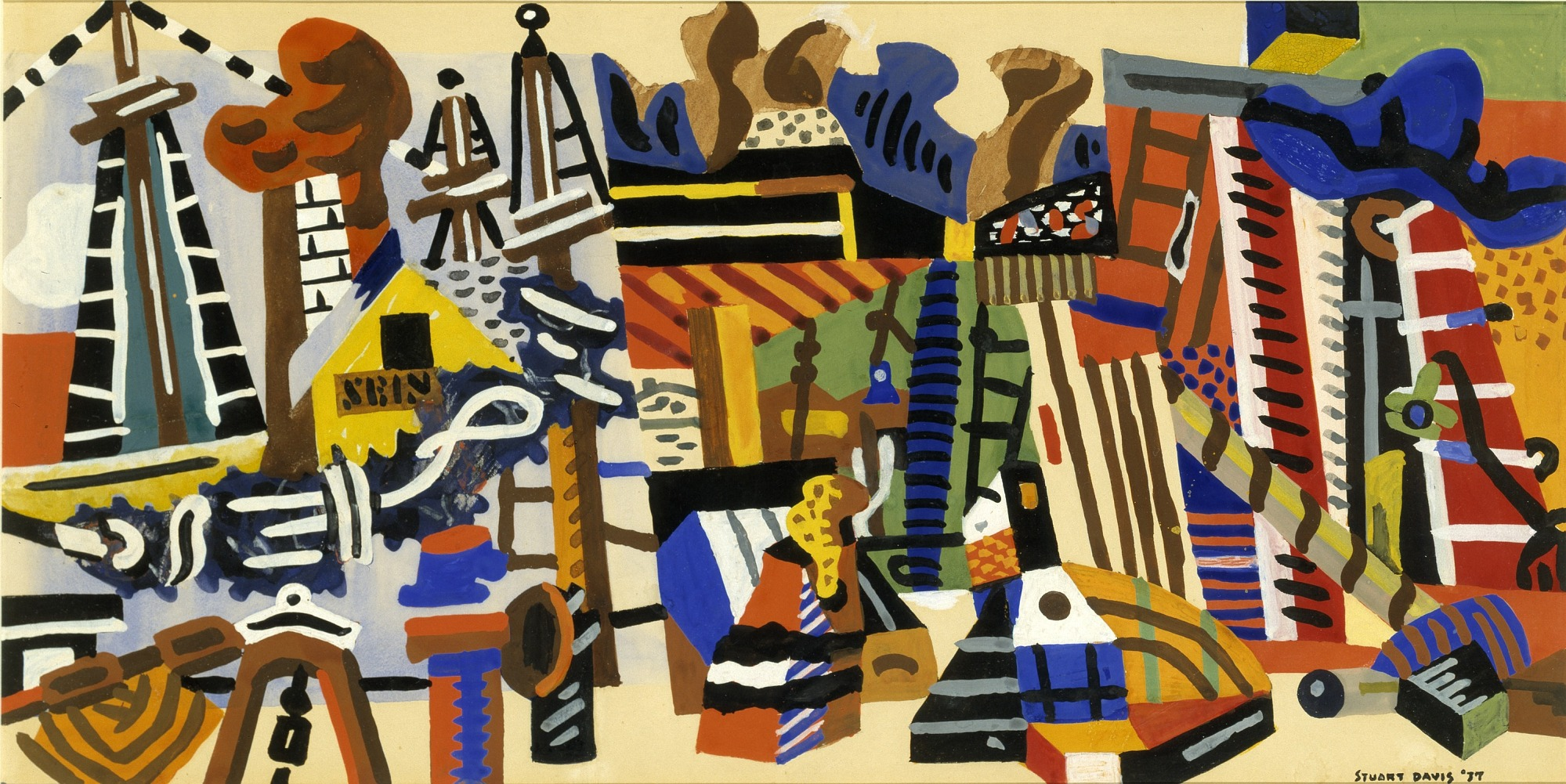
Obraz z 1937

W 1929 Davis powrócił do Stanów Zjednoczonych. W tym samym roku zmarł jego mentor, Robert Henri. W latach 30. XX wieku Amerykę ogarnął wielki kryzys. Kiedy w 1933 prezydent Franklin Delano Roosevelt ogłosił uruchomienie federalnego programu wspierania sztuki, Davis włączył się jako jeden z pierwszych. W latach 1933–1939 w ramach projektów Public Works of Art Program, Federal Art Project i Works Progress Administration zrealizował kilka murali. Z finansowym wsparciem ze strony rządu mógł kontynuować swoje eksploracje formalizmu i tematyki amerykańskiej. Aby promować interesy artystów i uchronić ich przed wojną i faszyzmem został członkiem organizacji The Artists Union i American Artists’ Congress. W 1934 został wybrany na przewodniczącego The Artists Union. W latach 1935–1936 redagował czasopismo Art Front. Starał się jednak nie łączyć swojej pracy społecznej z działalnością artystyczną. W latach 30. w głównych obrazach Davisa widoczna była kontynuacja wzajemnych oddziaływań jasno określonych, pofragmentowanych obiektów z geometryczno-abstrakcyjną strukturą. Jednocześnie artysta przeprowadzał liczne eksperymenty z pełną abstrakcją, szczególnie w rysunkach kreskowych i obrazach. Jego kolor stawał się coraz bardziej jaskrawy, a w wielu pracach przez coraz większą komplikację mniejszych, bardziej nieregularnych i kontrastowych, kolorowych form intensyfikował wrażenie tempa, poczucia ruchu, wesołości i rytmu. W obrazach z wczesnych lat 30. znajdowały się uporządkowane, wyraźnie rozpoznawalne przedmioty: pompa gazowa, budynki, meble, kapelusze, samochody i znaki, umieszczone w tętniących życiem, miejskich pejzażach. W pracach późnych lat 30. przedmioty zostały zdematerializowane, zmieniając się w formy o kolorowych konturach. Był to początek dwudziestu pięciu lat dojrzałego malarstwa abstrakcyjnego w karierze artysty. Pewnym wyjątkiem był tu wielkowymiarowy (14 × 46 m) mural History of Communication z 1939, zachowany tylko w postaci szkicu, którego rozpoznawalny temat był prawdopodobnie uwarunkowany okolicznościami zlecenia.
Jednak we wczesnych latach 40. pojawiły się w dorobku artysty również obrazy prezentujące większy lub mniejszy stopień figuratywizmu, takie jak: New York Under Gaslight z 1941. W tym samym czasie Davis zrealizował serię błyskotliwych, abstrakcyjnych pejzaży: Hot Stillscape in Six Colours (1940), Arboretum by Flashbulb (1942), Ursine Park (1942) i Ultramarine (1943). Charakterystyczne dla nich jest porzucenie naturalistycznej iluzji wizualnej, chociaż zachowują one silne skojarzenia z pejzażem. Powtarzane, postrzępione formy tworzą ogólny złamany deseń. Zastosowane kolory są zdecydowanie czerwone, zielone i błękitne, z wyraźnymi czarno-białymi przerwami. W późnych latach 40. Davis zrealizował serię niewielkich, eksperymentalnych obrazów, którym nadał tytuły Pad (raczej sensie jazzowym) oraz Max, wraz z numerami porządkowymi, nadanym dla ich odróżnienia. Są one pozbawione jakichkolwiek elementów kojarzących je z figuratywizmem, z wyjątkiem słowa „Pad” i stanowią wyraz abstrakcyjnych eksperymentów, od form czysto geometrycznych do silnie ekspresjonistycznych. Ich przykładem jest The Mellow Pad, nad którym artysta pracował z przerwami w latach 1945–1951, i który był próbą rozwinięcia wspomnianych abstrakcyjnych szkiców w bardziej monumentalną kompozycję.
Równolegle do działalności malarskiej Davis prowadził działalność pedagogiczną: w 1932 wykładał w Art Students League of New York, w 1940 został wykładowcą w New School for Social Research, a w 1950 na Uniwersytecie Yale.
Davis malował intensywnie aż do śmierci. W licznych, małych obrazach, olejnych lub gwaszowych eksperymentował z nowymi pomysłami lub powracał do starszych motywów pod kątem ich możliwego, wariantowego rozwoju, jak Combination Concrete II (1958) czy The Paris Bit (1959), będący nostalgicznym pastiszem reminiscencji paryskich. W swojej pracowni pozostawił kilka niedokończonych obrazów i rysunków, które są dokumentem jego metod twórczych i niewyczerpanej płodności jego wyobraźni. Pozostawił również wiele zeszytów z obserwacjami i zapisami swoich pomysłów pod kątem ich ewentualnego rozwoju. Davis jest niemal jedynym amerykańskim malarzem XX wieku, którego twórczość przekroczyła wszelkie zmiany stylu, ruchu i mody. Nawet w latach 50., kiedy ekspresjonizm abstrakcyjny dominował na scenie amerykańskiej, artysta nadal żywił szacunek i podziw dla najbardziej eksperymentujących, nowych artystów.
W późniejszych latach Davis nadal odnosił sukcesy artystyczne. W 1952 i 1954 otrzymał, jako przedstawiciel Stanów Zjednoczonych, wyróżnienia na Biennale w Wenecji. Ponadto w 1958 i 1960 został odznaczony Międzynarodową Nagrodą im. Salomona R. Guggenheima. Zmarł nagle na udar mózgu, pozostawiając po sobie spuściznę artystyczną w postaci obrazów oraz reputację jednego z pierwszych modernistów Ameryki. Krytyk sztuki Brian O'Doherty określił go na łamach The New York Timesa jako „jednego z nielicznej grupy wielkich malarzy, których wydała Ameryka i który nigdy nie był anachroniczny”.

## Twórczość i jej znaczenie
Davis swoją karierę artystyczną rozpoczął od tradycji amerykańskiego realizmu, reprezentowanego przez szkołę Roberta Henriego. Później eksplorował malarstwo postimpresjonistyczne i fowistyczne, a w latach 20. – europejskie techniki w dziedzinie abstrakcji i syntetycznego kubizmu. Ukoronowaniem tych doświadczeń stała się seria Trzepaczki do jajek (Eggbeater Series). To Davisowi przypisuje się rozwój amerykańskiej odmiany europejskiego kubizmu. Jego obrazy poprzez użycie wyraźnie amerykańskiego slangu i symboliki utwierdziły pozycję Stanów Zjednoczonych w świecie sztuki współczesnej. Davis był jednym z pierwszych, którzy traktowali jazz i swing wspólnie z malarstwem. Użycie jasnych, pulsujących kolorów, wyrazistych linii i powtarzalnych kształtów nadawało wizualny rytm jego obrazom, przypominając synkopowanie i improwizację, tak charakterystyczne dla muzyki jazzowej. Davis wprowadził nowe, postkubistyczne podejście do abstrakcji, rozpraszając kształty na płótnie i manipulując śmiałymi kolorami w taki sposób, aby odrzucić punkt centralny, skupiający uwagę widza. Ta nowa metoda, w której wszystkie części obrazu są jednakowe, pomyślane tak, aby oko widza mogło błądzić nieukierunkowane, oznaczała ważny krok w kierunku całkowitej abstrakcji, dokonanej przez ekspresjonistów abstrakcyjnych, takich jak Jackson Pollock. Z kolei przekształcanie przez Davisa artykułów konsumpcyjnych i reklam w dzieła sztuki stanowiło zapowiedź pop-artu lat 60. Davis pozostaje jednym z najważniejszych amerykańskich artystów działających w okresie międzywojennym.

## Zbiory
Prace Stuarta Davisa znajdują się w zbiorach głównych amerykańskich muzeów sztuki, w tym: Addison Gallery of American Art, Amon Carter Museum of American Art, Art Institute of Chicago, Biblioteka Kongresu, Brooklyn Museum, Carnegie Museum of Art, Dallas Museum of Art, Fine Arts Museums of San Francisco, Harvard University Art Museums, Hirshhorn Museum and Sculpture Garden, Hyde Collection, Hirshhorn Museum and Sculpture Garden, Memorial Art Gallery, Museum of Fine Arts w Bostonie, Metropolitan Museum of Art, Montclair Art Museum, Museum of Fine Arts, Houston, Museum of Modern Art, Muzeum Thyssen-Bornemisza, National Gallery of Australia, National Portrait Gallery, Norton Museum of Art, Pennsylvania Academy of the Fine Arts, Phillips Collection, Portland Museum of Art, Princeton University Art Museum, San Diego Museum of Art, San Francisco Museum of Modern Art, Smithsonian American Art Museum and the Renwick Gallery, Virginia Museum of Fine Arts, Walker Art Center, Whitney Museum of American Art.